# Palazzo del Monte di Pietà (Milano)
Il palazzo del Monte di Pietà è un palazzo quattrocentesco di Milano, riadattato in forme neoclassiche nel XVIII secolo da Giuseppe Piermarini. Storicamente appartenuto al Sestiere di Porta Nuova, si trova in via Monte di Pietà n. 5, era la sede del Monte di Pietà di Milano.

## Storia e descrizione
Il palazzo originario risale al 1482 quando Ludovico il Moro fondò il Monte di Pietà di Milano nell'allora contrada dei Tre Monasteri. Più tardi, di questi tre monasteri del toponimo, uno venne inglobato nel rimaneggiamento del palazzo a cura dell'architetto di corte Giuseppe Piermarini nel 1782, ovvero il convento di Santa Chiara, di cui rimangono sul retro del palazzo un salone con frammenti di affreschi.
La facciata, piuttosto semplice secondo lo stile del primo neoclassicismo milanese, presenta un corpo aggettante al centro, decorato da un portale delimitato da colonne che reggono la balconata del primo piano. Il piano nobile è scandito da lesene di ordine ionico.
È stata la sede della "Borsa di commercio" di Milano (odierna Borsa Italiana) tra il 1808 e il 1809.